# Nikolay Gamaleya

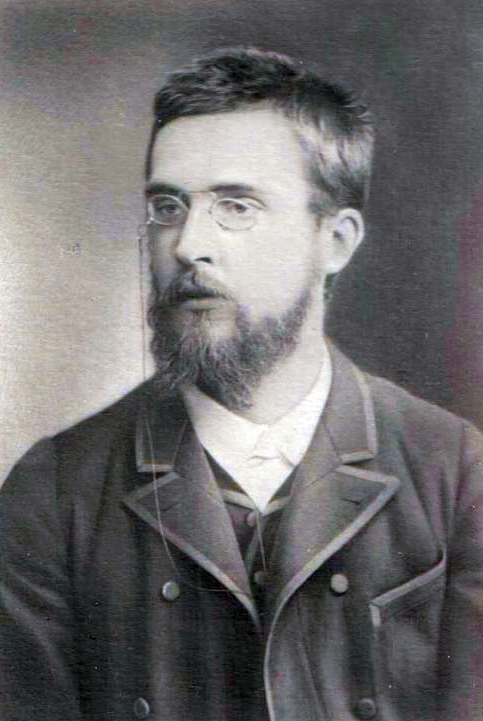
Nikolay Gamaleya

Nikolay Fyodorovich Gamaleya ou Mykola Hamaliia (em ucraniano:  Мико́ла Фе́дорович Гамалі́я; em russo:  Никола́й Фёдорович Гамале́я)  (Odessa, 17 de fevereiro de 1859 [ Calendário juliano: 5 de fevereiro ] — Moscou, 29 de março de 1949) foi um médico russo/soviético de origem ucraniana e cientista que desempenhou um papel pioneiro na microbiologia e na pesquisa de vacinas.

## Biografia
Gamaleya nasceu em Odessa, então parte do Império Russo, em uma família nobre de origem cossaca. Ele formou-se na Universidade Novorossiysky de Odessa (atual Universidade Nacional de Odessa) em 1880 e na Academia Médica Militar de São Petersburgo (atual Academia Médica Militar S.M. Kirov ) em 1883. Ele se tornou um respeitado médico de hospital em sua terra natal depois disso.
Gamaleya trabalhou no laboratório de Louis Pasteur na França em 1886. Seguindo o modelo de Pasteur após seu retorno, ele se juntou a Ilya Mechnikov na organização de uma estação bacteriológica de Odessa para estudos de vacinação antirrábica e para a realização de pesquisas sobre o combate à peste bovina e à cólera, para diagnósticos de escarro para tuberculose e preparação de vacinas contra o carbúnculo. O Instituto Bacteriológico de Odessa tornou-se a primeira estação de observação bacteriológica da Rússia.
Apesar das instalações precárias e da equipe pequena, os cientistas foram capazes de descobrir as condições em que a vacinação antirrábica era mais eficaz.  A proposta de Gamaleya de usar bacilos mortos em vacinas anticólera foi posteriormente aplicada com sucesso em larga escala. Estações semelhantes foram logo fundadas em Kiev (1886), Yekaterinoslav (1897) e Chernigov (1897).
Depois de defender sua dissertação de 1892 sobre a etiologia da cólera (publicada em 1893), Gamaleya atuou como diretor do Instituto Bacteriológico de Odessa entre 1896 e 1908. O relatório sobre a lise da bactéria Bacillus anthracis por um "fermento" transmissível em 1898, tornou Gamaleya o descobridor dos anticorpos destruidores de bactérias conhecidos como bacteriolisinas.
Gamaleya iniciou uma campanha de saúde pública de extermínio de ratos para combater a peste em Odessa e no sul da Rússia, apontando o piolho como o portador do tifo. Entre 1910 e 1913, Gamaleya editou o jornal Gigiena i sanitariya (Higiene e Saneamento).
O trabalho posterior de Gamaleya, incluindo a organização do fornecimento e distribuição de vacinas contra a varíola para o Exército Vermelho, levou a avanços rumo à erradicação da varíola na URSS. 
Autor de mais de 300 publicações acadêmicas sobre bacteriologia, Gamaleya foi membro da Academia de Ciências da URSS e da Academia de Ciências Médicas da URSS.
Gamaleya foi condecorado com altas honrarias soviéticas, dentre elas duas Ordens de Lenin, uma Ordem da Bandeira Vermelha do Trabalho e o Prêmio Estatal da URSS de 1943. Gamaleya faleceu em Moscou . O Centro Nacional de Pesquisa N. F. Gamaleya para Epidemiologia e Microbiologia em Moscou recebeu seu nome. 